# Tsévié
Tsévié ist eine Stadt in Togo in der Region Maritime mit 20.247 Einwohnern 1982. Nach abweichenden Berechnungen sind es zwischen 46.900 Einwohner 2005 und 56.000 Einwohner 2019. Mit dieser Einwohnerzahl wäre Tsévié die siebtgrößte Stadt des Landes. Tsévié Verwaltungssitz der Präfektur Zio.
Die Stadt ist Markt und Zentrum der landwirtschaftlich geprägten Umgebung. Hauptsächlich werden hier Maniok, Yams und Mais angebaut, sowie Palmöl, welches zur Verwendung in der Kosmetikindustrie für den Export bestimmt ist. Über die Nationalstraße 1, die Togo in ganzer Länge durchquert, ist Tsévié mit der 32 km südlich gelegenen Hauptstadt Lomé verbunden, durch eine weitere Straßenverbindung in ostwestliche Richtung sind die Städte Assahoun und Keye im Westen, sowie Tabligbo im Osten Togos erreichbar. Eine Eisenbahnanbindung besteht ebenfalls in nordsüdlicher Richtung.
Zur deutschen Kolonialzeit war Tsévié bereits ein Marktplatz und einige europäische Handelshäuser hatten dort Läden eingerichtet. Der Ort war Station der Bahnstrecke Lomé–Atakpame und hatte eine Post- und Telegraphenanstalt sowie eine Regenmessstation.

## Städtepartnerschaften
- Parthenay, Frankreich (1990)

## Söhne und Töchter der Stadt
- Edmond Apéti, genannt „Dr. Kaolo“ (1946/47–1972), togoischer Fußballspieler
- Kodjovi Mawuena (* 1959), togoischer Fußballspieler und -trainer